# Іванчук Сергій Олександрович
Сергі́й Олекса́ндрович Іванчу́к (народився 13 березня 1986) — український військовик 8-го окремого полку спеціального призначення, майор Збройних сил України.

## Біографія
Навчався в КПЛ з ПВФП (Кам'янець-Подільський ліцей з посиленою військово-фізичною підготовкою).
На виборах до Хмельницької обласної ради 2015 року балотувався від партії «Блок Петра Порошенка „Солідарність“». На час виборів проживав у Хмельницькому, був начальником інженерної служби військової частини А 0553.
Був взятий у полон, 29 грудня 2019 року був звільнений.

## Нагороди
- орден Богдана Хмельницького III ступеня (19 липня 2014) — за особисту мужність і героїзм, виявлені у захисті державного суверенітету та територіальної цілісності України[3];
- орден Богдана Хмельницького II ступеня (12 жовтня 2016) — за вагомий особистий внесок у зміцнення обороноздатності Української держави, мужність, самовідданість і високий професіоналізм, виявлені під час бойових дій та при виконанні службових обов'язків[4];